# Alice Balch Abbot
Alice Balch Abbot (11 de febrero de 1867 - 23 de febrero de 1937) fue una escritora estadounidense de ficción para lectores jóvenes.

## Primeros años y educación
Alice Balch Abbot nació en Brooklyn, Nueva York, y se crio en East Orange, Nueva Jersey, hija de Abiel Abbot y Alice March Balch Abbot. Asistió a la Dana Hall School y se graduó del Mount Holyoke College en 1889.   Su hermana menor, Frances Holmes Abbot, la siguió y se graduó de la misma universidad en 1894. 

## Carrera
Abbot escribió cuentos para la revista juvenil St. Nicholas y una novela para lectores jóvenes, A Frigate's Namesake (1901).  Un crítico comentó sobre su cuento "La elección de Nan Merrifield" (1894): "La señorita Abbot ha construido una historia conmovedora y conmovedora que, si no la comprende, perderá la plena apreciación de Abraham Lincoln, que es el deber de todos los verdaderos estadounidenses".  Algunas de sus historias publicadas fueron ilustradas por artistas notables, entre ellos Francis Day  y George Edmund Varian.  También contribuyó a una novela colaborativa, A Novelty Novel (1889). 
Participó activamente en la Asociación de Exalumnas de Mount Holyoke en la ciudad de Nueva York. 

## Publicaciones
- "Dee and Jay" (1893)[9][10]
- "Nan Merrifield's Choice" (1894)[6]
- "A Daughter of the Revolution" (1895)[11][12]
- "How Cousin Marion Helped" (1897)[13][14]
- A Frigate's Namesake (1901)[4]
- "By Virtue of Phebe's Wit" (1902, 1909)[15][16]

## Vida personal
Abbot murió en 1937, a la edad de 70 años, en su casa de New Brighton, Staten Island.  